# Medaille voor de Praagse Burgerwacht
De Medaille voor de Praagse Burgerwacht, (Duits: "Prager Bürgerwehrmedaille"), werd op 25 oktober 1866 gesticht door keizer Frans Jozef I van Oostenrijk.
In 1866 waren Pruisen en zijn noordelijke Duitse bondgenoten in oorlog geraakt met Oostenrijk, het Koninkrijk Hannover en de Zuidelijke Duitse staten. In deze Duitse Oorlog hebben zich drie groepen Praagse patriotten vrijwillig gemeld. Het waren 1.080 manschappen van de schutters (de "Bürgerscharfschützen"), de stadswacht (Duits:"städtischen Garde") en de scherpschutters van de politie (het "Polizeischarfschützenkorps"). De vrijwilligers betaalden hun eigen bewapening en uniform.
De medaille is rond en draagt op de voorzijde het portret van Frans Jozef I als Romeins keizer, met een lauwerkrans op het hoofd. Het rondschrift luidt: FRANZ JOSEPH I KAISER VON OESTERREICH. Op de keerzijde staat binnen een eikenkrans het jaartal 1866. Het ontwerp was van de hand van de medailleur Josef Tautenhayn senior (1837-1911).
Men droeg de 31 millimeter brede medaille aan een purperrood en wit driehoekig lint op de linkerborst. Rood en wit zijn de nationale kleuren van het Koninkrijk Bohemen, een van de vele koningstitels van Frans Jozef I.